# 基督教民主和弗拉芒
基督教民主和弗拉芒（荷蘭語：Christen-Democratisch en Vlaams，發音：[ˌkrɪstə(n)deːmoːˈkraːtis ɛɱ ˈvlaːms] ⓘ，縮寫為CD&V）是比利时的一个基督教民主主義政党，由基督教人民党（荷蘭語：Christelijke Volkspartij，简称CVP；法语称“基督教社会党”）于1968年拆分而来。2001年以前，该党保留了“基督教人民党”的原名。

## 历史
该党历史可追溯到1869年成立的天主教党。1945年，天主教党与天主教弗拉芒人民党合并为基督教人民党（法语称“基督教社会党”）。1968年，因为民族矛盾，该党分裂为荷兰语的基督教人民党（CVP）和法语的基督教社会党（PSC；2002年更名为“人道主义民主中心”，2022年更名为“行动者”）。2001年，基督教人民党更名为“基督教民主和弗拉芒”。

## 主席
基督教社会党 (CVP/PSC)
- 1945年-1947年 吉尔贝·米利（Gilbert Mullie）
- 1947年-1949年 保罗·威廉·塞赫尔（Paul Willem Segers）
- 1949年-1959年 耶夫·德斯海弗莱尔（Jef De Schuyffeleer）
- 1959年-1961年 弗雷德·贝特朗（Fred Bertrand）
- 1961年-1963年 约瑟夫·德萨赫尔（Jozef De Saeger）
- 1963年-1968年 罗伯特·范德凯尔克霍弗（Robert Vandekerckhove）

基督教人民党 (CVP)
- 1968年-1972年 罗伯特·范德凯尔克霍夫
- 1972年-1979年 维尔弗里德·马尔滕斯（Wilfried Martens）
- 1979年-1982年 莱奥·廷德曼斯（Leo Tindemans）
- 1982年-1988年 弗兰克·斯瓦伦（Frank Swaelen）
- 1988年-1993年 赫尔曼·范龙佩（Herman Van Rompuy）
- 1993年-1996年 约翰·范海克（Johan Van Hecke）
- 1996年-1999年 马克·范佩尔（Marc Van Peel）
- 1999年-2001年 斯特凡·德克莱克（Stefaan De Clerck）

基督教民主和弗拉芒 (CD&V)
- 2001年-2003年 斯特凡·德克莱克
- 2003年-2004年 伊夫·莱特姆（Yves Leterme）
- 2004年-2007年 约·范德尔曾（Jo Vandeurzen）
- 2007年-2008年 艾蒂安·斯豪珀（Etienne Schouppe）
- 2008年-2008年 沃特·贝克（Wouter Beke）
- 2008年-2010年 玛丽安娜·泰森（Marianne Thyssen）
- 2010年–2019年 沃特·贝克
- 2019年        辛迪·弗兰森（Cindy Franssen）与赫里特·斯马尔斯（Griet Smaers，临时）
- 2020年–2022年 约阿希姆·科恩斯（Joachim Coens）
- 2022年至今     萨米·迈赫迪